# Округ Фрио (Тексас)
Округ Фрио (енгл. Frio County) је округ у америчкој савезној држави Тексас. По попису из 2010. године број становника је 17.217.

## Демографија
Према попису становништва из 2010. у округу је живело 17.217 становника, што је 965 (5,9%) становника више него 2000. године.
| Група             | 2000.          | 2010.          |
| Белци             | 3.344 (20,6%)  | 2.796 (16,2%)  |
| Афроамериканци    | 792 (4,9%)     | 584 (3,4%)     |
| Азијати           | 67 (0,4%)      | 367 (2,1%)     |
| Хиспаноамериканци | 11.987 (73,8%) | 13.401 (77,8%) |
| Укупно            | 16.252         | 17.217         |